# Lingua casciuba

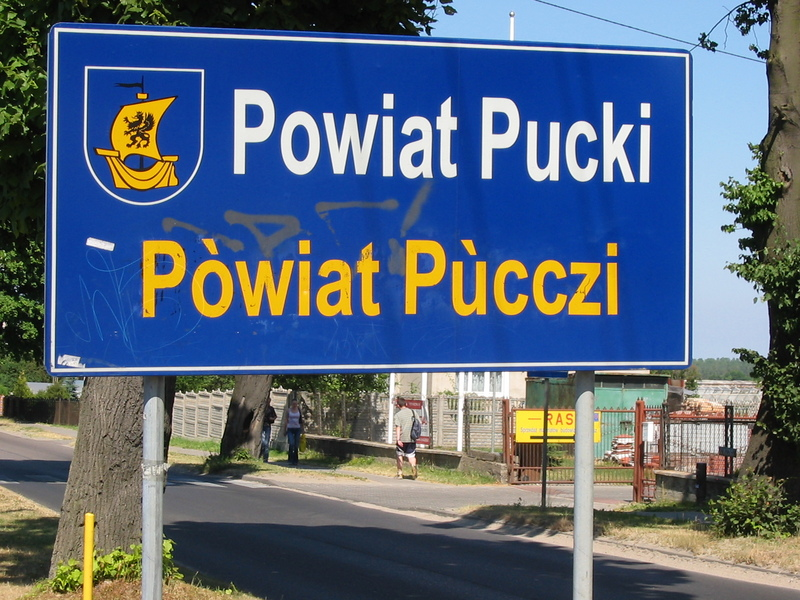
Segnale stradale bilingue: Polacco e Casciubo

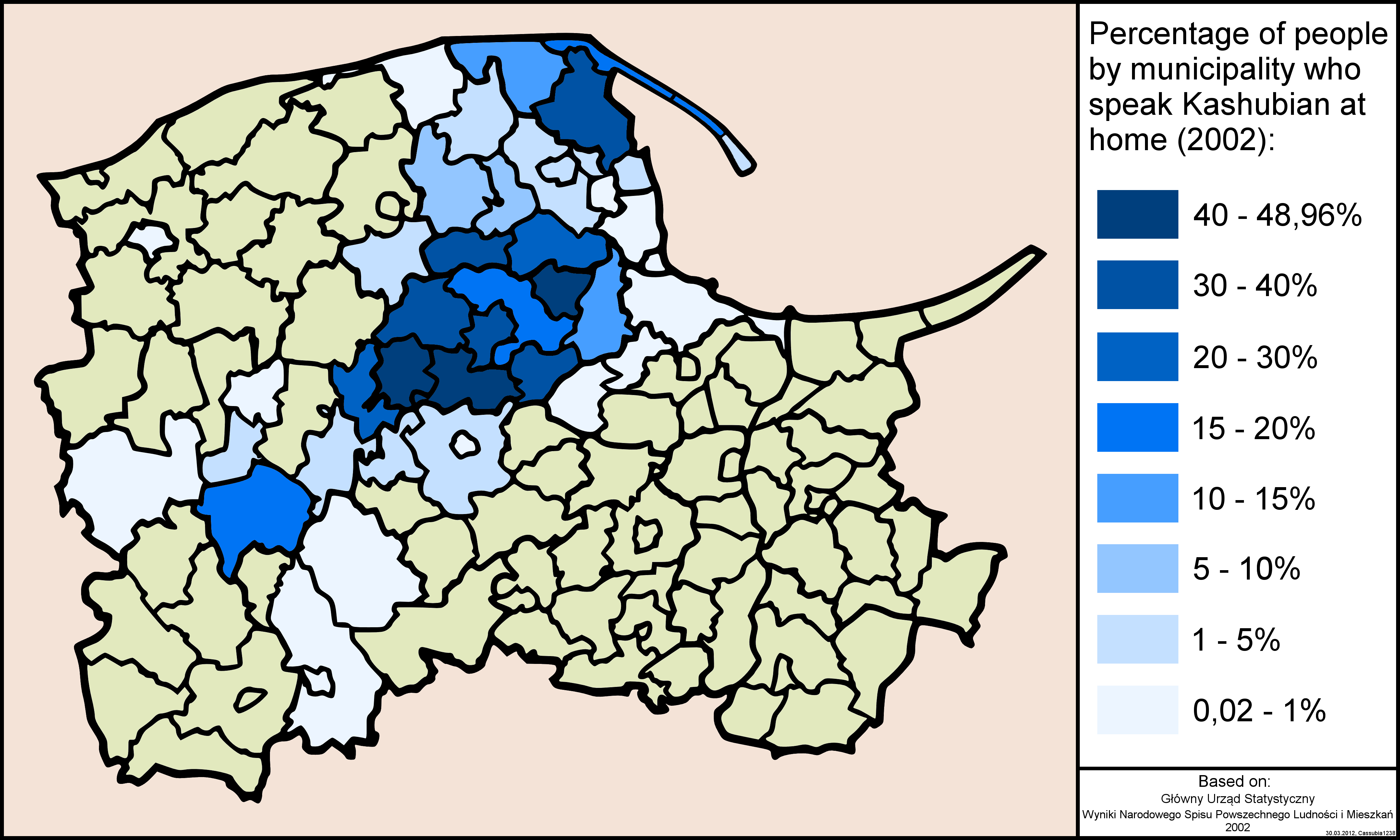
Percentuale di persone che parlano Casciubo a casa (2002)

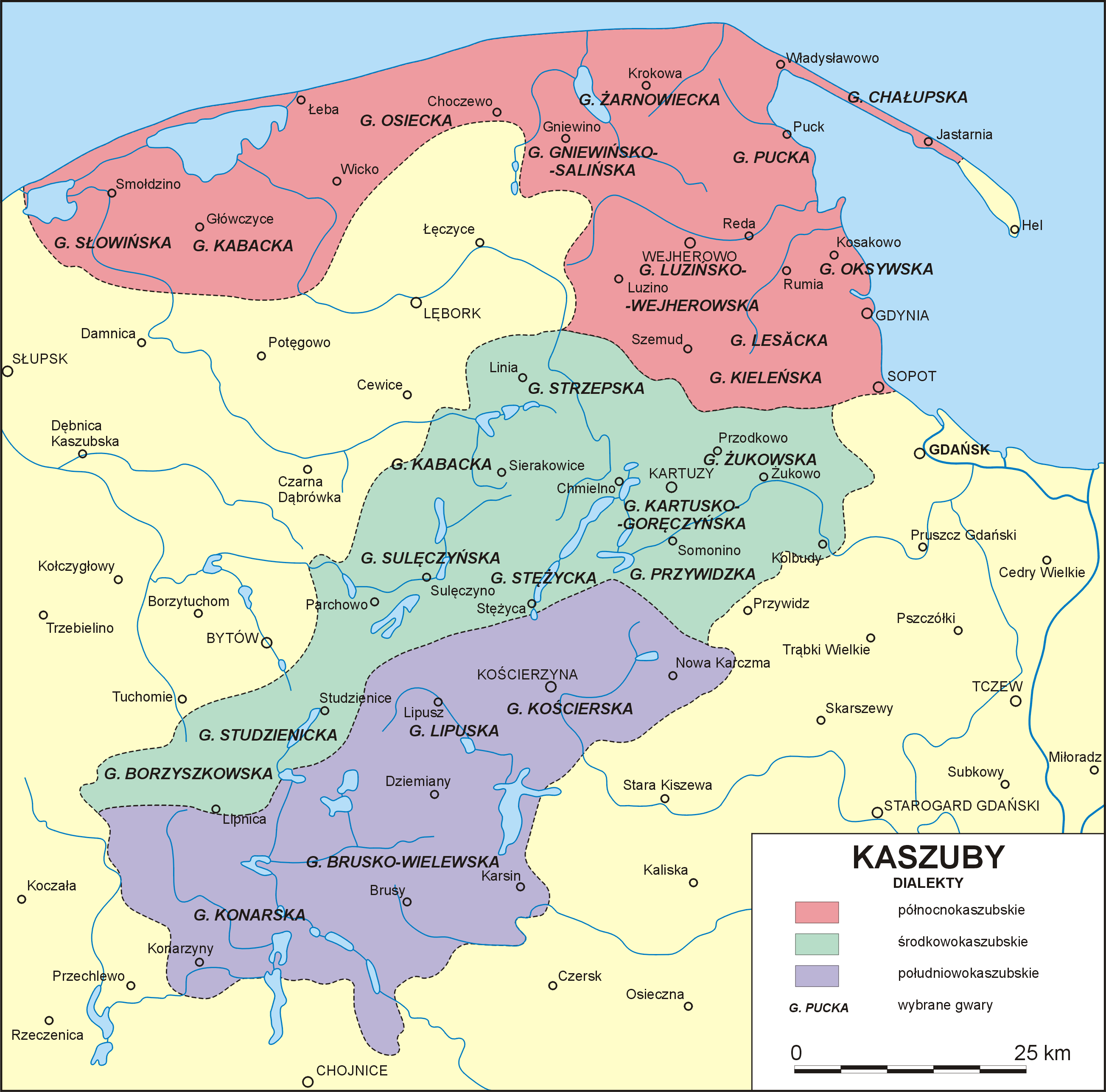
Area dei dialetti casciubi all'inizio del XX secolo

La lingua casciuba (nome nativo kaszëbsczi jãzëk, in polacco język kaszubski) è una lingua slava occidentale parlata in Polonia, nel Voivodato della Pomerania sul Mar Baltico.

## Distribuzione geografica
Secondo il censimento del 2011, i locutori di casciubo in Polonia sono 106 000. Secondo Ethnologue, la lingua è attestata anche in Canada.

### Dialetti e lingue derivate
Sempre secondo Ethnologue, il dialetto slovinzo era una varietà ormai estinta della lingua casciuba.

## Storia
Possiamo parlare del casciubo come lingua a sé stante a partire dal XIV secolo. I più antichi documenti conservati in tale idioma sono:
- Duchowne piesnie Dra Marcina Luthera i inszich naboznich męzow (Canti religiosi di Martin Lutero e altri uomini pii), traduzione dal tedesco del pastore Szymon Krofej, risalente al 1586;
- Mały Catechism Niemiecko-Wándalski abo Slowięski (Piccolo catechismo tedesco-venedo o slavo), traduzione dal tedesco del pastore Michał Pontanus, risalente al 1643.

La forma scritta del casciubo attualmente utilizzata è un'evoluzione di quella proposta da Florian Ceynowa nel Zarés do grammatikj kasebsko-slovjnskjé mòvé (Compendio di grammatica della lingua casciubo-slava), pubblicato a Poznań nel 1879. Tentativi più recenti di creare le basi per una letteratura casciuba sono rappresentati da H. Derdowski, autore di poemi burleschi, A. Majkowski, J. Karnowski e pochi altri.

## Classificazione
Il casciubo appartiene al gruppo delle lingue slave, sottogruppo delle lingue slave occidentali, ramo lechitico. Fino a poco tempo fa tra i linguisti era diffusa la convinzione che si trattasse semplicemente di un dialetto polacco. Nel 2003 gli è stato assegnato il codice internazionale a tre lettere CSB, secondo la normativa ISO 639-2. Con la legge del 6 gennaio 2005 sulle minoranze nazionali, etniche e linguistiche, che riprende le direttive UE, il casciubo è stato riconosciuto dallo Stato polacco come lingua ufficiale che può essere utilizzata dagli organi amministrativi accanto al polacco. In Polonia esistono attualmente alcune decine di scuole in cui i bambini studiano il casciubo. Dal 2005 esiste la possibilità di dare l'esame di maturità in questa lingua. In casciubo vengono pubblicati giornali e libri e vengono trasmessi programmi televisivi e radiofonici.

## Grammatica
Parziale conservazione della forma tart dello slavo antico trot:
- gard (città, cfr. polacco gród)
- parmiń (raggio, cfr. polacco promień)

Palatalizzazione delle consonanti per ar:
- cwiardi (duro, cfr. polacco twardy)
- czwiôrtk (giovedì, cfr. polacco czwartek)

Assenza della cosiddetta e mobile:
- pòrénk (mattino, cfr. polacco poranek)
- kùńc (fine, cfr. polacco koniec)

Assenza della palatalizzazione delle consonanti s, z, c, dz:
- swiat (mondo, cfr. polacco świat)
- zëma, zemia (inverno, terra, cfr. polacco zima, ziemia)

Come il polacco, il casciubo ha circa il 5% di prestiti linguistici dal tedesco standard, ma, a differenza del polacco, ha molte più parole derivate dal basso tedesco.

## Sistema di scrittura
Il casciubo è composto in alfabeto casciubo una variante dell'alfabeto latino comprendente le seguenti lettere:
```
aA ąĄ ãÃ bB cC dD eE éÉ ëË fF gG hH iI jJ kK lL łŁ
mM nN ńŃ oO òÒ óÓ ôÔ pP rR sS tT uU ùÙ wW yY zZ żŻ
```

## Esempi
Testo del Padre Nostro in casciubo:
Òjcze nasz, jaczi jes w niebie,

niech sã swiãcy Twòje miono,

niech przińdze Twòje królestwò,

niech mdze Twòja wòlô

jakno w niebie tak téż na zemi.

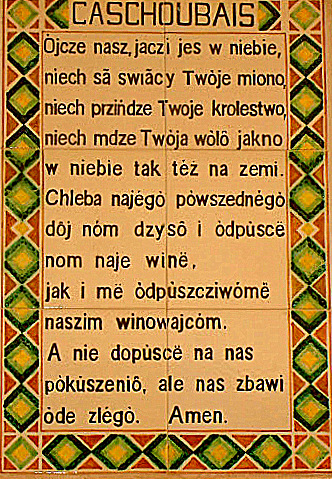
Gerusalemme Padre Nostro in casciubo

Chleba najégò pòwszednégò dôj nóm dzysô

i òdpùscë nóm naje winë,

jak i më òdpùszcziwómë naszim winowajcóm.

A nie dopùscë na nas pòkùszeniô,

ale nas zbawi òde złégò. Amen